# Domayo
Domayo (llamada oficialmente San Pedro de Domaio) es una parroquia del municipio de Moaña, en la provincia de Pontevedra, Galicia, España.

## Datos básicos
Según el padrón municipal de 2010 tenía 2178 habitantes distribuidos en siete entidades de población.

## Geografía
Está situado en la cara norte de la ría de Vigo, en la península del Morrazo y ocupa toda la ladera meridional del monte Faro de Domaio, desde la cumbre (628 metros) hasta el litoral, en una costa baja y arenosa. La parte baja y costera de la parroquia está ocupada por fértiles cultivos y una elevada densidad de población distribuida en siete núcleos de población, entre los que se destacan Palmás (868 habitantes en 2010), Costa, Calvar y Verdeal (530 habitantes en 2010). La parte alta San Lorenzo y Carballido está ocupada por empinadas cuestas que suben hasta la cumbre del monte Faro de Domaio.
Las vías principales de comunicación son la Autopista del Atlántico (AP-9), que cuenta con un desvío en la propia parroquia, el Corredor de Alta Capacidad de O Morrazo (CRG-4.1)| y la vieja carretera PO-551. El Puente de Rande une la costa de esta parroquia de Domaio con la otra orilla de la ría de Vigo.

## Economía
La actividad económica es variada, siendo los sectores fundamentales los relacionados con el mar y el sector servicios. (construcción, industria conservera, industria naval, acuicultura).

## Otros datos
Domaio cuenta con un centro de enseñanza infantil y primaria (CEIP Domaio), biblioteca pública y centros socioculturales (Centro Sociocultural Rosalía de Castro y Centro Social de Domaio).
Las principales dotaciones deportivas son el campo de fútbol de A Granxa, el pabellón polideportivo Domaio y el Campo de Golf Ría de Vigo.

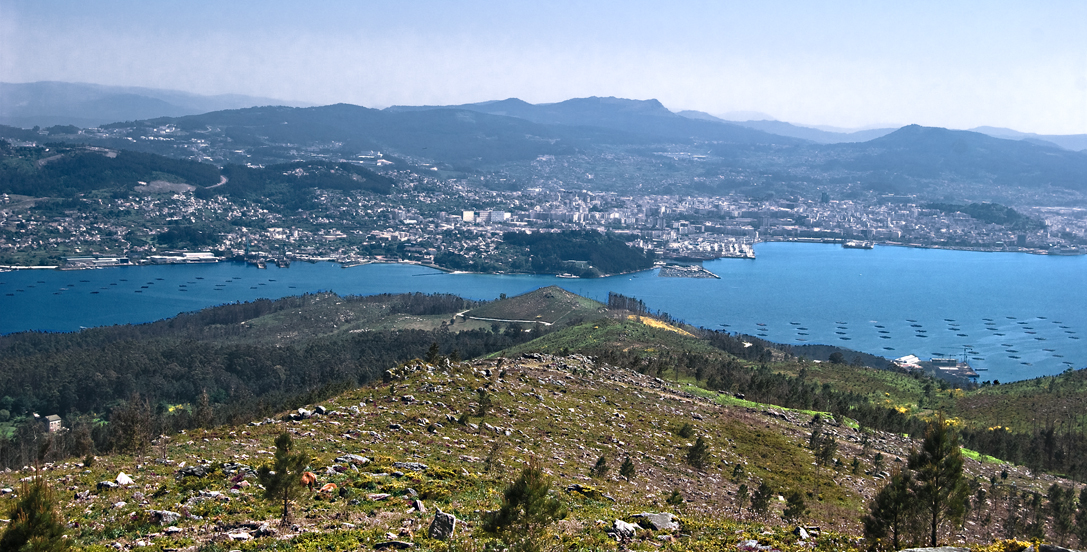
Vista de la parroquia de Domaio desde la parte alta
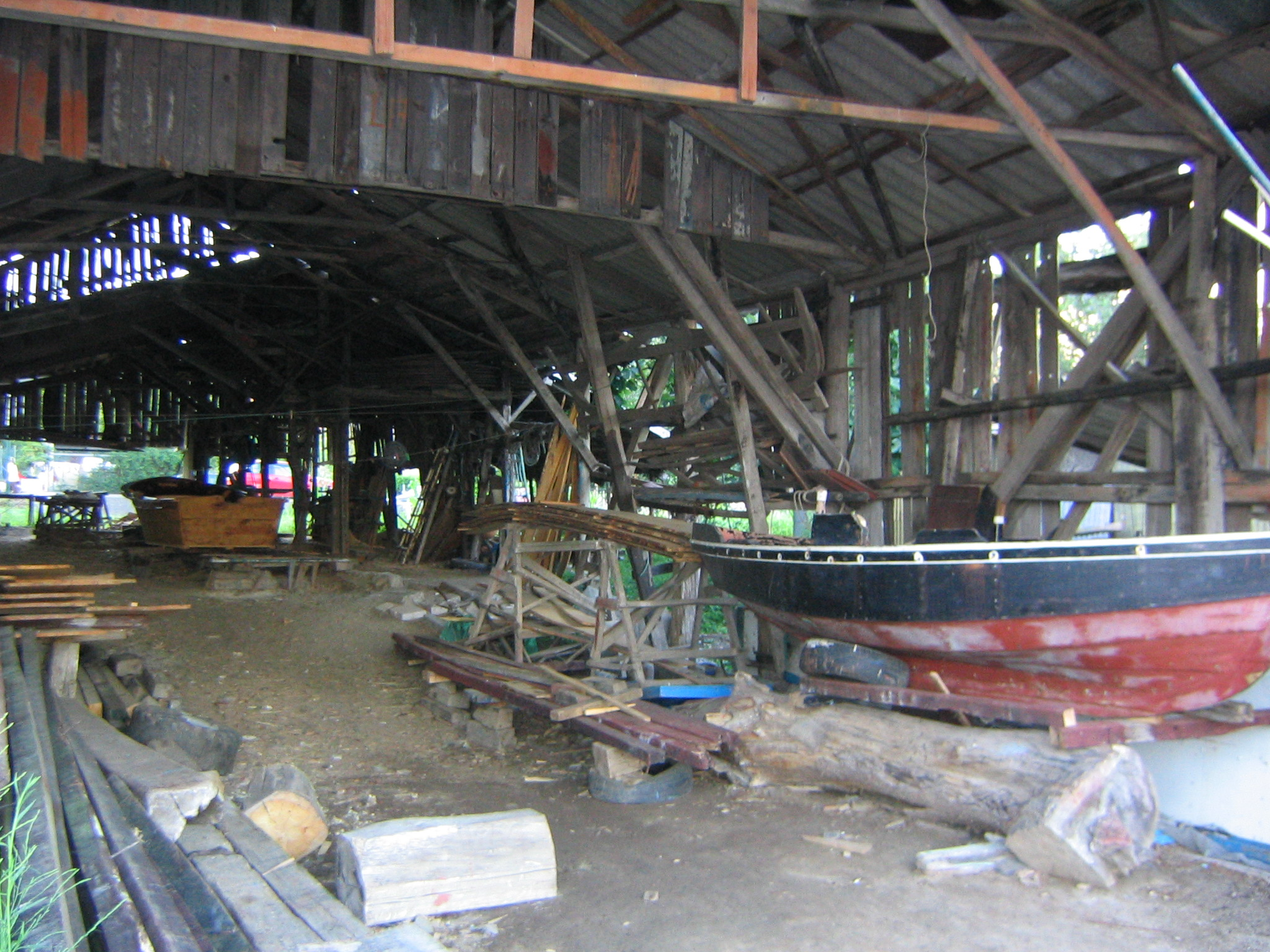
Ancestral astillero de ribera en Domaio
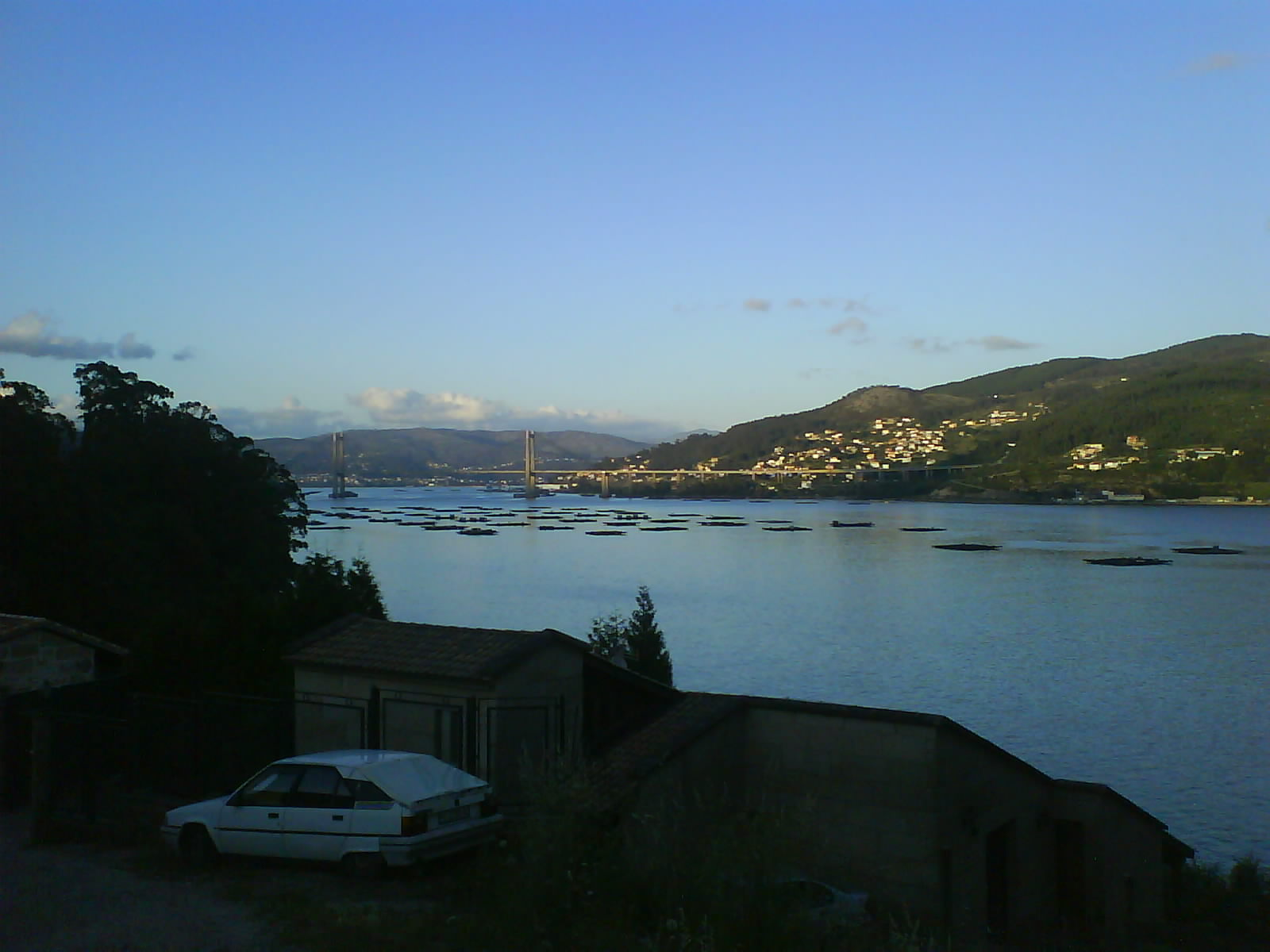
El Puente de Rande desde Domaio
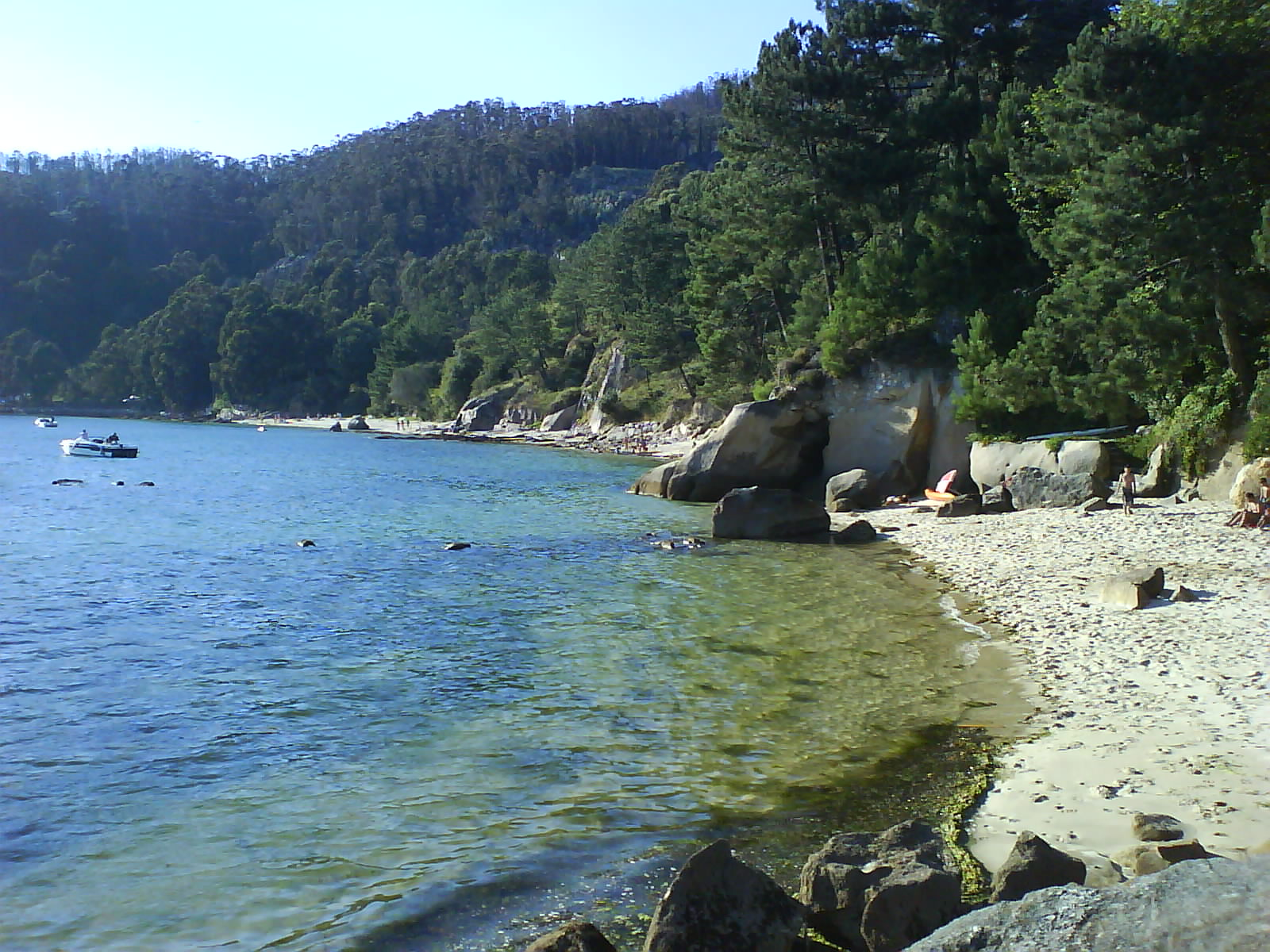
Playa de A Borna, Meira
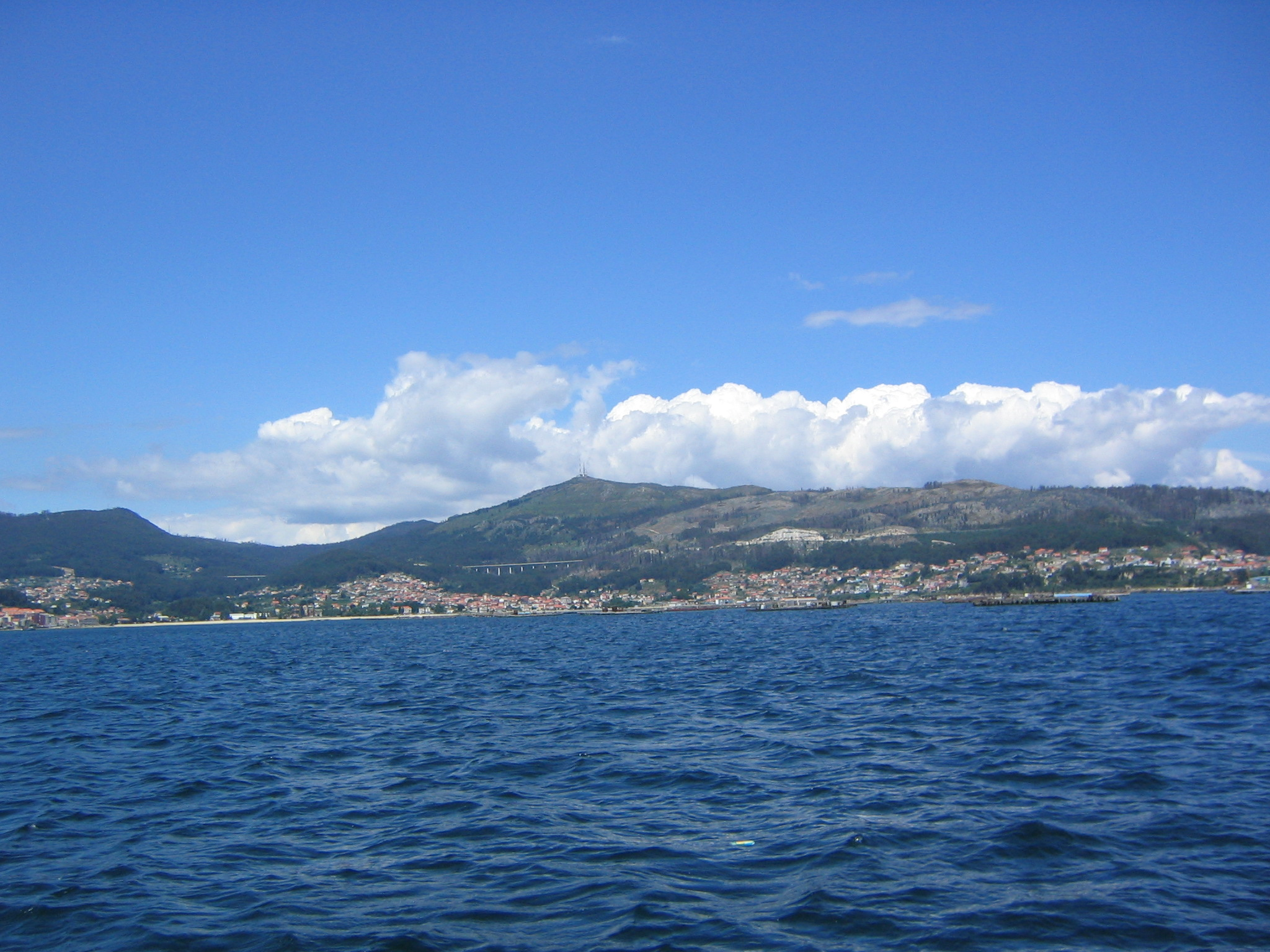
El Monte Faro de Domaio desde la ría
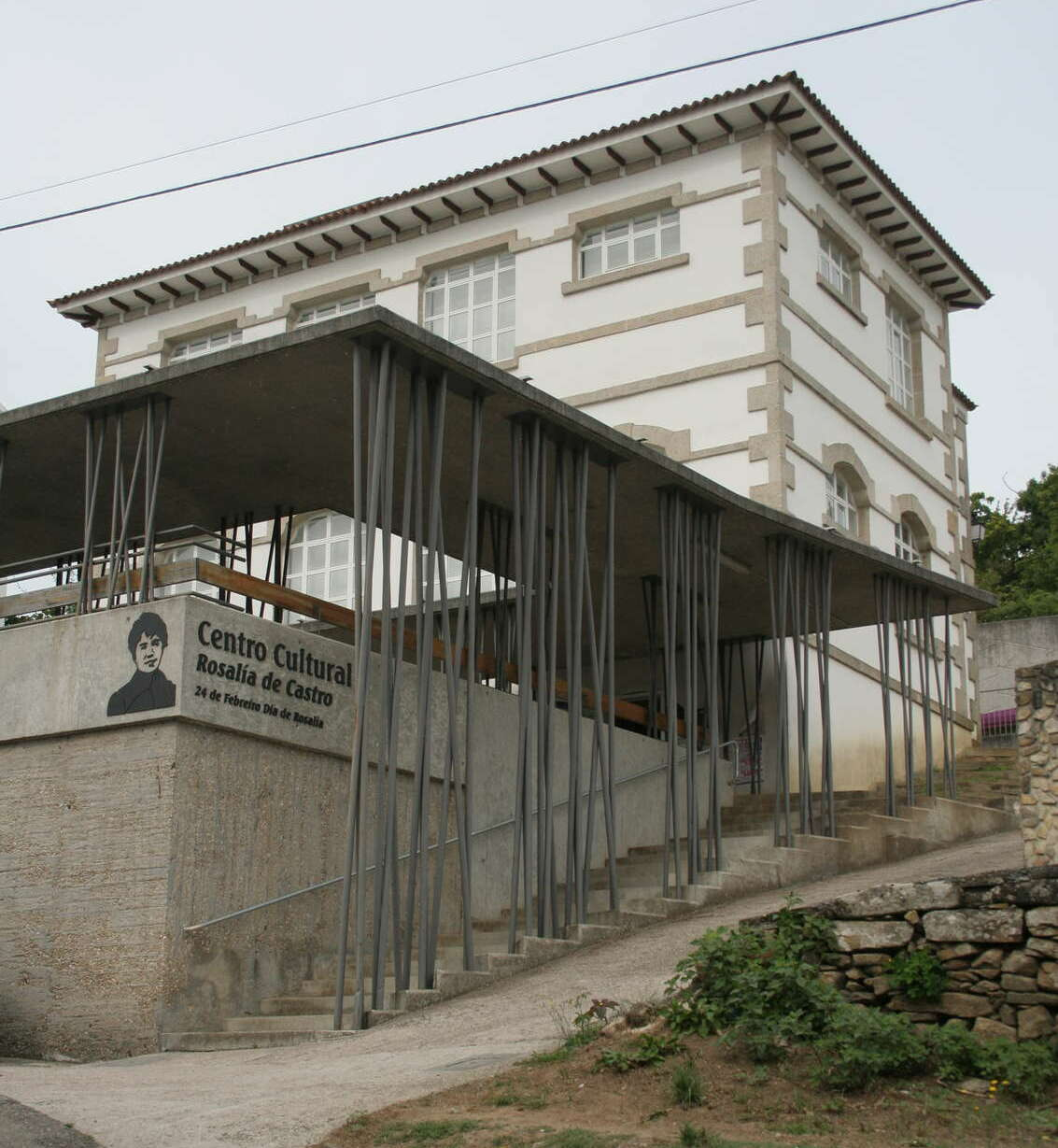
Centro Cultural Rosalía de Castro
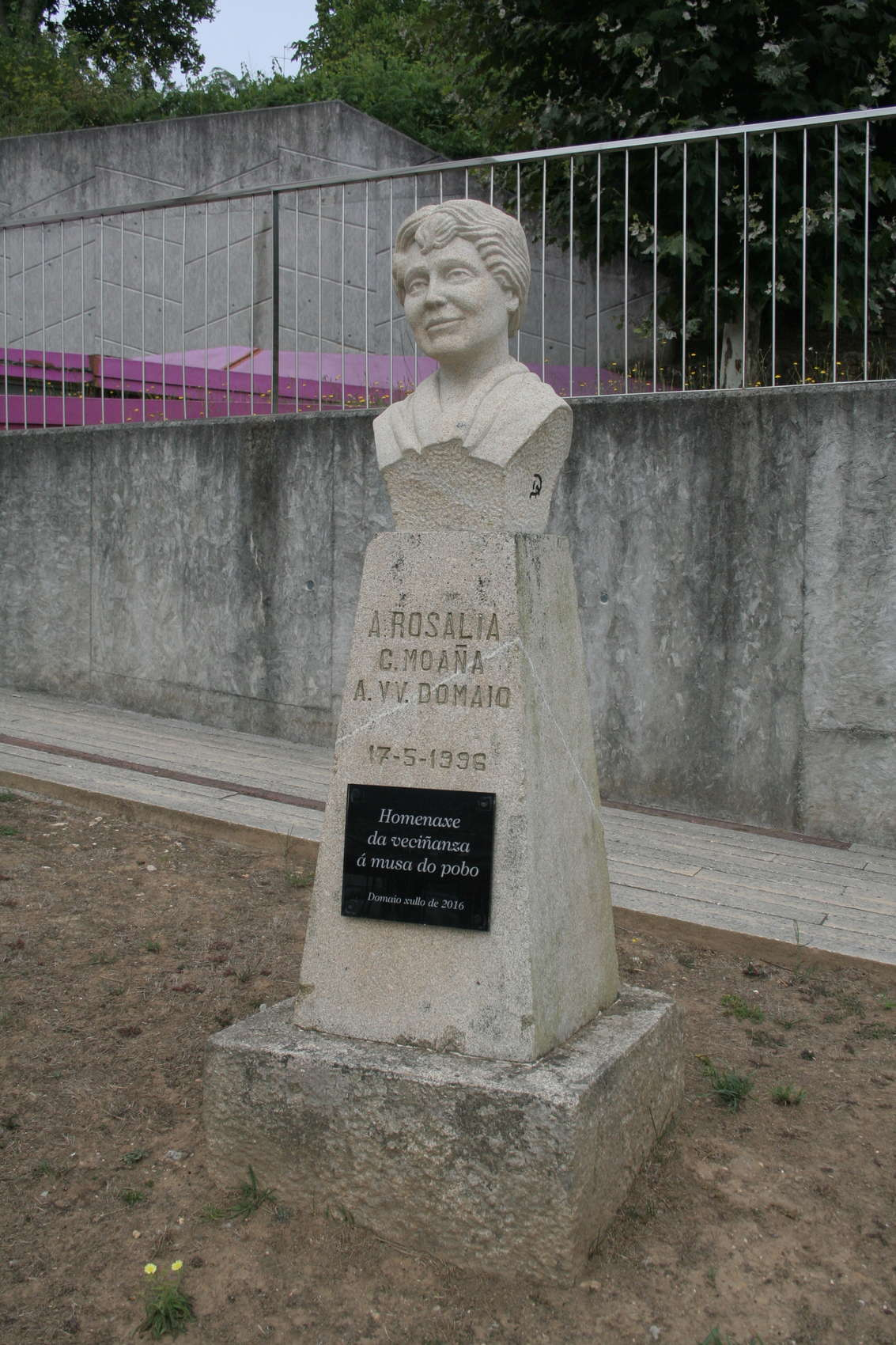
Monumento a Rosalía de Castro en el Centro Cultural homónimo